# Arca de Noé

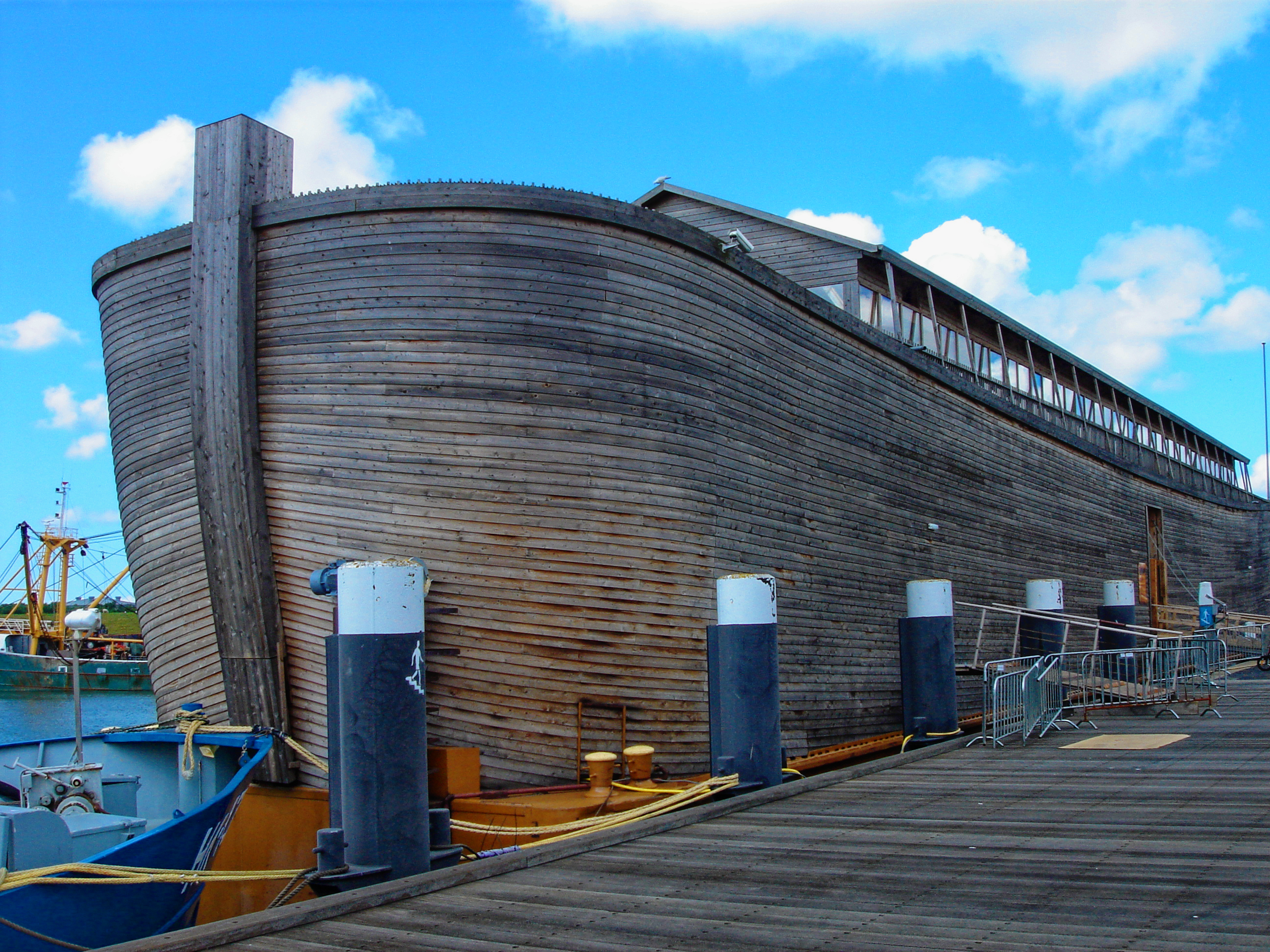
Maqueta que representa una interpretación moderna del Arca de Noé

El arca de Noé es una embarcación que aparece en el episodio bíblico del Génesis y el Corán en la Sura 11, el cual narra su construcción realizada por Noé a petición del Dios de Israel  para la salvación de todos aquellos que creyeran en las advertencias del gran diluvio universal. El relato menciona que solo Noé, su familia y distintas especies  de animales fueron salvados; preservados del diluvio, luego repoblarían la Tierra con su descendencia.
Se encuentra tanto en los textos sagrados del judeocristianismo (la Torá y el Antiguo Testamento) como en el Corán de los musulmanes. Existen manuscritos que son parecidos a la historia del arca bíblica, entre ellos Ziusudra, incluido en un poema épico de la mitología caldea llamado Atrahasis, y al contacto de los hebreos con la cultura mesopotámica después de la caída de Jerusalén.
En el  pasado, se aceptaba el diluvio universal como un hecho histórico, actualmente y debido a la falta de evidencia, el consenso científico lo toma como una historia que fue pasando de forma oral hasta llegar a ser una obra literaria. Sin embargo, existe su contraparte, algunos historiadores indican que pudo basarse en un desastre natural de tal envergadura que fue atribuido a Dios. En defensa, algunos eruditos confesionales, como John H. Walton, sugieren que el relato tiene un núcleo histórico basado en grandes inundaciones regionales, pero que su propósito principal es mostrar «el nuevo pacto» de Dios con su nuevo representante de la humanidad, Noé, después de Adán. Según su interpretación, el énfasis de la historia no estaría tanto en un diluvio global o en la destrucción masiva de la humanidad, sino en transmitir un mensaje teológico y simbólico.

## En la Biblia

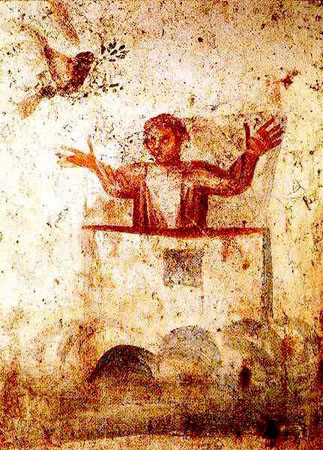
Representación primitiva del Arca de Noé en las catacumbas romanas de san Marcelino y san Pedro.

La historia del arca de Noé, según los capítulos 6 al 9 del libro del Génesis, comienza así:
Yahvé observó que los hombres se estaban multiplicando varias veces sobre la faz de la Tierra y la violencia y la maldad crecía en ellos. De hecho, la violencia era tanta que a los ojos de Yahvé la Tierra estaba arruinada, por lo que decidió destruir esa generación.
Sin embargo, uno de sus habitantes era un hombre justo llamado Noé. «Un hombre justo y recto entre sus contemporáneos», y decidió advertirle para que se salvara con su familia. Yahvé dijo a Noé que construyera una embarcación, y que llevara con él a su esposa, a sus hijos Sem, Cam y Jafet, y a las esposas de estos.
Adicionalmente, tenía que llevar de ciertos tipos de animales, hembra y macho, y en distinta cantidad: de los puros (heb.: kosher, ritualmente "apropiados") debía tomar siete y de los impuros (no kosher) una sola pareja; y para suministrarles alimentos, le dijo que tomara y almacenara la comida necesaria.
El período que Noé tuvo para la construcción del arca es indeterminado. Algunos interpretan los ciento veinte años mencionados en el relato como el plazo hasta el diluvio, y para otros solo es una reducción del promedio de vida de la humanidad.
Luego acontece el diluvio: "Porque dentro de siete días haré llover sobre la tierra durante cuarenta días y cuarenta noches, y exterminaré de sobre la faz del suelo todos los seres que hice".

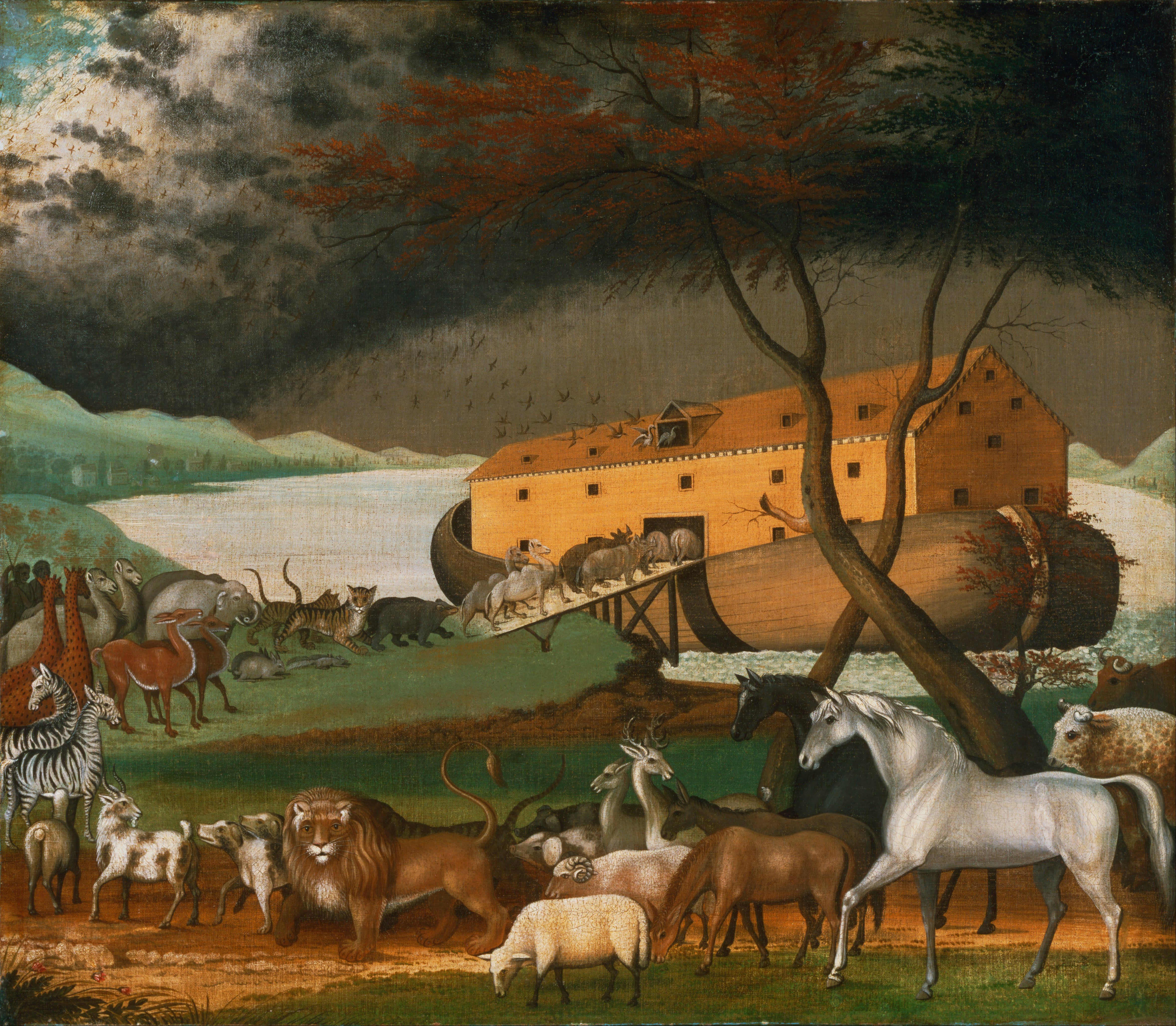
Pintura del estadounidense Edward Hicks (1780-1849), que muestra a los animales embarcando de dos en dos.

Cuando Noé completó el arca, entraron con él su familia y los animales que le habían mandado. «Aquel día fueron rotas todas las fuentes del grande abismo, y las cataratas del cielo fueron abiertas, y hubo lluvia sobre la tierra cuarenta días y cuarenta noches».
Según el relato el diluvio cubrió hasta las montañas más altas. «...y todas las criaturas de la Tierra murieron; sólo Noé y los que estaban con él en el arca sobrevivieron».
Finalmente, después de ciento cincuenta días, el arca se asentó en el monte Ararat, y las aguas retrocedieron por algunos días hasta que emergieron las cimas de las montañas. Entonces Noé envió a un cuervo que «salió, y estuvo yendo y volviendo hasta que las aguas se secaron sobre la tierra».

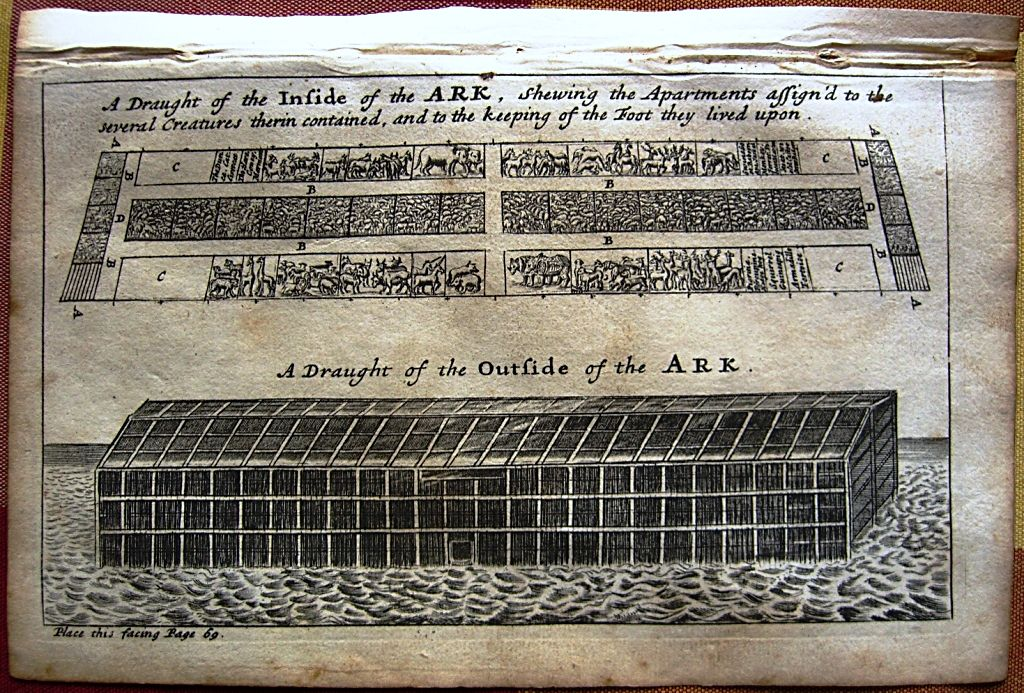
Grabado de principios del que refleja el Arca de Noé y la distribución de los animales que en ella viajaron

Luego Noé envió una paloma, que regresó porque no tuvo donde posarse. Noé envió de nuevo a la paloma y regresó con una hoja de olivo en su pico, y entonces supo que las aguas se habían retirado. Noé esperó siete días más y envió a la paloma una vez más, y esta vez el ave no regresó. Pero tuvo que esperar unos días más, entonces él, su familia y los animales salieron del arca, y Noé ofreció un sacrificio a Yahvé, y Dios decidió que no volvería a exterminar a todos los seres vivos con aguas de diluvio, ni habría más diluvio para destruir la tierra.
Para recordar esta promesa, Yahvé puso el arcoíris en las nubes, y dijo: “Y sucederá que cuando haga venir nubes sobre la tierra, se dejará ver entonces mi arco en las nubes. Y me acordaré del pacto mío, que hay entre mí y vosotros y todo ser viviente de toda carne; y no habrá más diluvio de aguas para destruir toda carne". Vivió Noé después del diluvio trescientos cincuenta años más y, finalmente, a la edad de novecientos cincuenta años, murió.

## Gnosticismo
Según la Hipóstasis de los Arcontes, un texto gnóstico del siglo III, Noé es elegido para ser perdonado por las entidades malignas llamadas Arcontes cuando intentan destruir a los demás habitantes de la Tierra con el gran diluvio. Se le ordena que cree el arca y luego la suba a bordo en un lugar llamado Monte Sir, pero cuando su esposa Norea también quiere subir a bordo, Noé intenta no dejarla. Entonces ella decide usar su poder divino para soplar sobre el arca y prenderle fuego, por lo que Noé se ve obligado a reconstruirla.

## Descripción

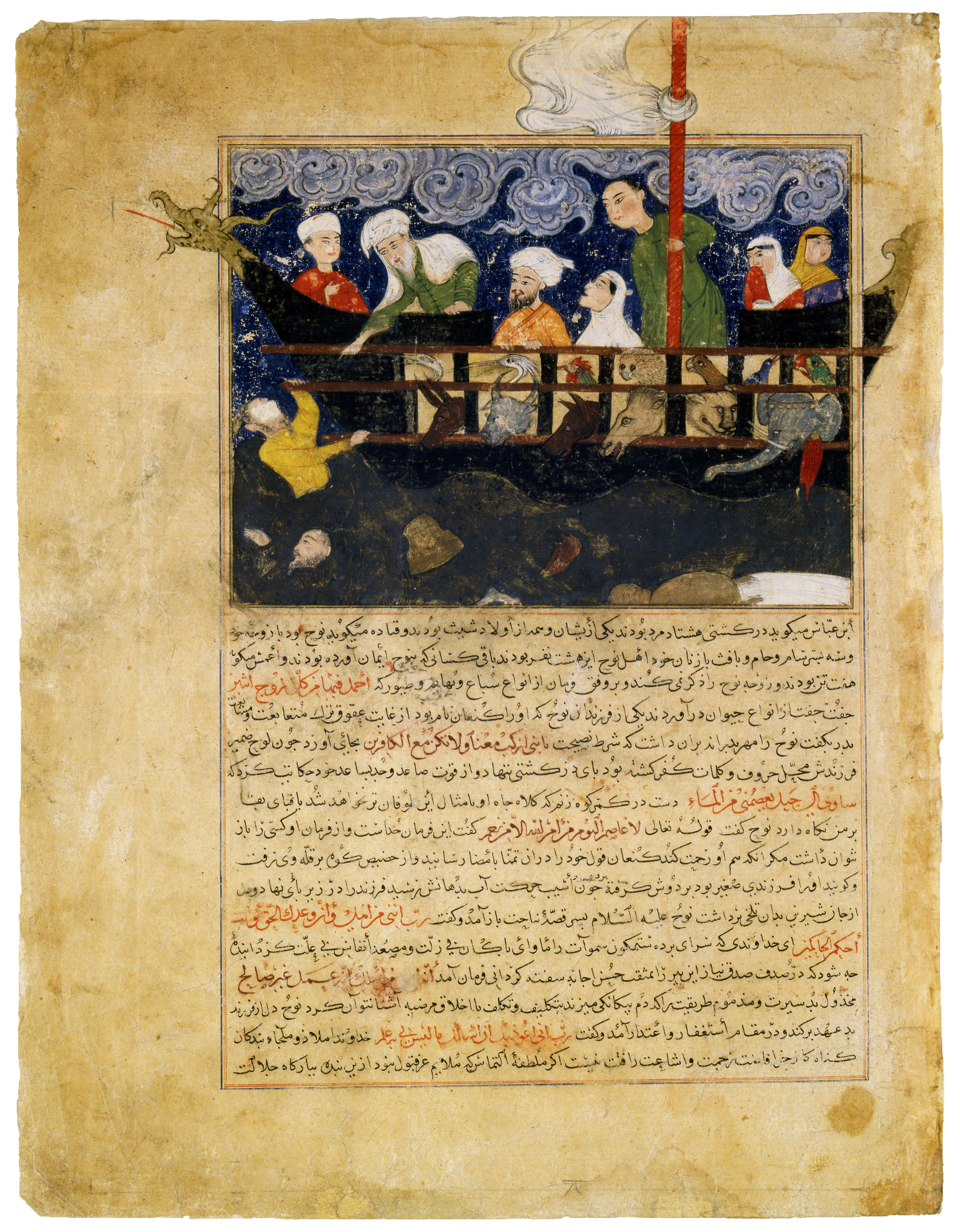
El arca de Noé en la tradición musulmana.

La Biblia en Génesis 6:13 al 16 dice que esta embarcación era una "teba" (heb.: canasto, cesto, caja, arcón). Eso, junto a las medidas dadas en el relato, deja como resultado que la embarcación era solo una gran "arca" o caja rectangular de fondo plano cuya proa o popa no eran diferenciables, quilla plana, carente de remos, timón, anclas o velas, diseñada solo para flotar al garete y no para navegar. El texto hebreo dice que fue hecha de madera de "gofer", palabra que muy probablemente sea un cognato de la palabra acadia gupru que significa tallos de caña. El arca habría sido calafateada por dentro y por fuera con betún brea. Fue detallado especialmente el que se hiciera un "tsohar" (del hebreo "brillante": tragaluz o ventana) a un codo por sobre el arca, una puerta al costado, celdillas y tres cubiertas superpuestas.
Las medidas del arca se describen claramente en el capítulo 6, versículo 15, del libro del Génesis.
- Trescientos codos de longitud (150 m de largo o eslora).
- Cincuenta codos de ancho (25 m de ancho o manga)
- Treinta codos de altura (15 m de alto, puntal).

## Según hipótesis documentales
La mayoría de los eruditos se adscriben a la escuela hermenéutica de críticas de textos modernos — las hipótesis documentales,— la historia del arca contada en el Génesis está basada en dos fuentes originalmente casi-independientes, y no alcanzó su forma presente hasta el siglo V a. C.. Estas hipótesis sostienen que el proceso de composición en el transcurso de muchos siglos ayuda a explicar la repetición de porciones en el texto. Esta hipótesis se sustenta en la diferencia de estilo en el hebreo que indica una antigüedad mayor para ciertas porciones, también en la ausencia del nombre inefable o Tetragramatón para referirse a la deidad en los textos que serían más recientes. Según esto, el relato más antiguo (el texto Yavista) narra escuetamente la supervivencia de un hombre que salva a su familia en una embarcación y a su ganado. El segundo texto superpuesto, mucho más elaborado (el Elohista) provendría de una fuente sacerdotal que habría introducido al relato información con fines didácticos: la separación anacrónica de animales kosher y no kosher, la repetición de siete días para cada espera importante, a la manera sabática, etc.

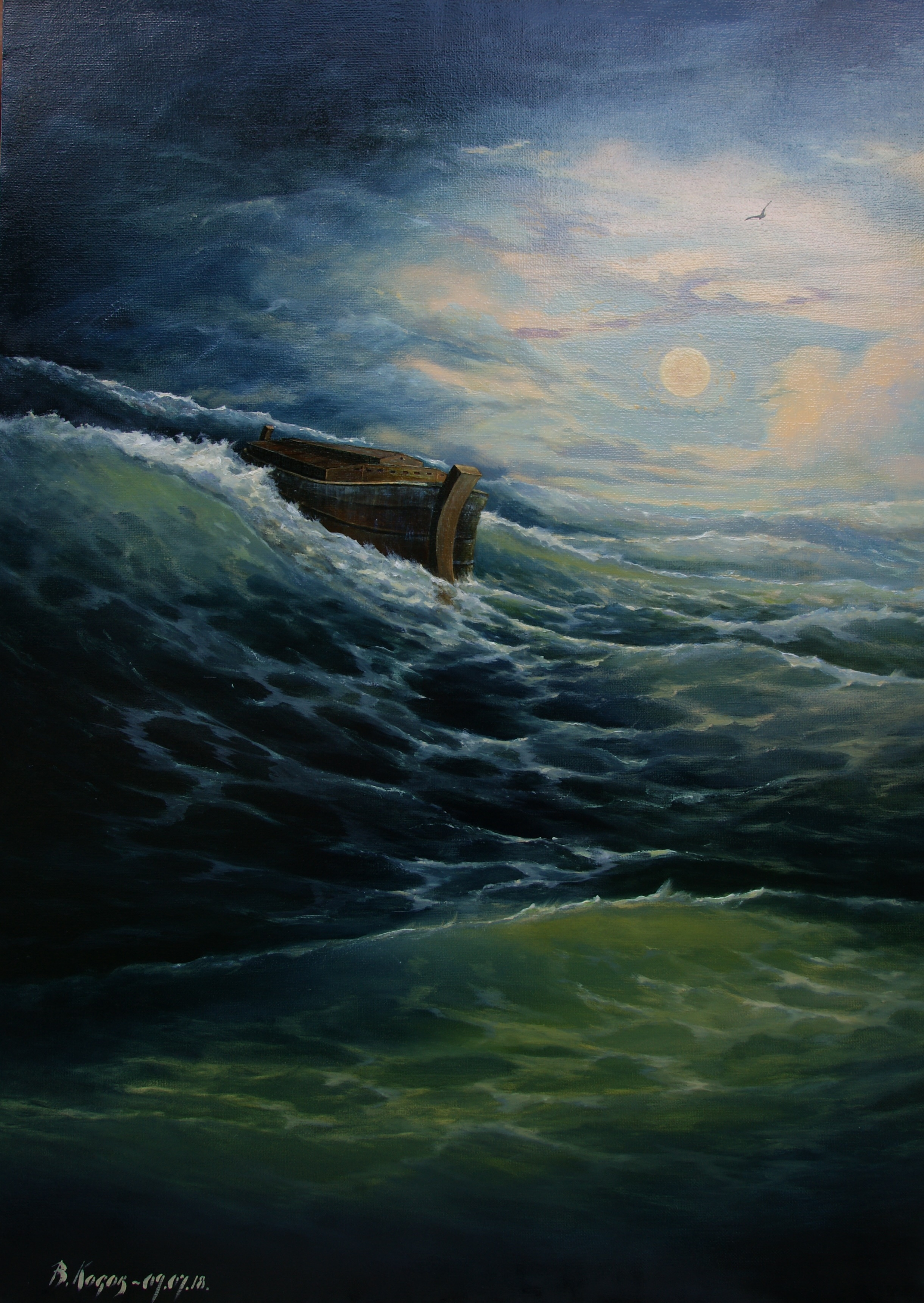
Arca de Noé. inundación mundial.

Efectivamente, hay once secciones en el Génesis, con diferentes estilos de escritura y hasta puntos de vista distintos. La historia del arca contada en el Génesis tiene paralelos en el mito sumerio de Utnapishtim, que cuenta cómo un antiguo rey fue advertido por su dios personal de que construyera una embarcación en la que escaparía de un diluvio enviado por el consejo superior de los dioses. E igualmente presentando paralelismos en el zoroastrismo a través del mito de la creación de Vara, una gigantesca estructura tipo granero de tres pisos  creada por Yama (primer pastor y líder de la humanidad) para poder albergar parejas de animales y semillas de plantas; cuya creación de llevó a cabo a partir de una orden de Ahura Mazdā para que sea construida cómo medio de salvación a un gran y largo invierno.
En 2014, Irving Finkel, curador del Museo británico, descubrió una tablilla en cuneiforme que contenía una narración del diluvio similar a la referida a la historia del arca de Noé. Su hallazgo fue descrito en su libro The Ark Before Noah, y fue ampliamente cubierto por los medios informativos. El arca descrita en la tablilla era circular, esencialmente un coracle o kuphar muy grande construido con cuerda sobre una estructura de madera. La tablilla incluía suficientes detalles de las dimensiones y ello permitió construir una réplica del arca a escala 1:3 que flotó con éxito, como se documenta en un documental de televisión de 2014. En dicha tablilla se podía leer un nuevo detalle que estaba hasta entonces ilegible en el Poema de Gilgamesh.
Se han hallado igualmente paralelismos menos exactos en otras culturas alrededor del mundo. La historia del arca ha sido objeto de amplias elaboraciones en las variadas religiones abrahámicas, que mezclan soluciones teóricas a problemas prácticos (por ejemplo, cómo Noé se habría deshecho de los excrementos de los animales) con interpretaciones alegóricas (por ejemplo, el arca sería un precursor de la iglesia cristiana, que ofrece salvación a la humanidad).
A comienzos del siglo XVIII, el crecimiento de la biogeografía como una ciencia significó que pocos historiadores naturales sintieran que podían justificar una interpretación literal de la historia del arca. No obstante, muchos creyentes en que la Biblia ha sido inspirada por Dios, cuya autoridad consideran incuestionable, continúan creyendo en la literalidad del diluvio, y hasta hay quienes han explorado el monte Ararat (en el noreste de Turquía) en busca del arca perdida, ya que la Biblia menciona que el arca de Noé se asentó en la amplia región montañosa de Urartu (Ararat), lo que incluye toda Armenia y parte de Turquía.

### En la arqueología

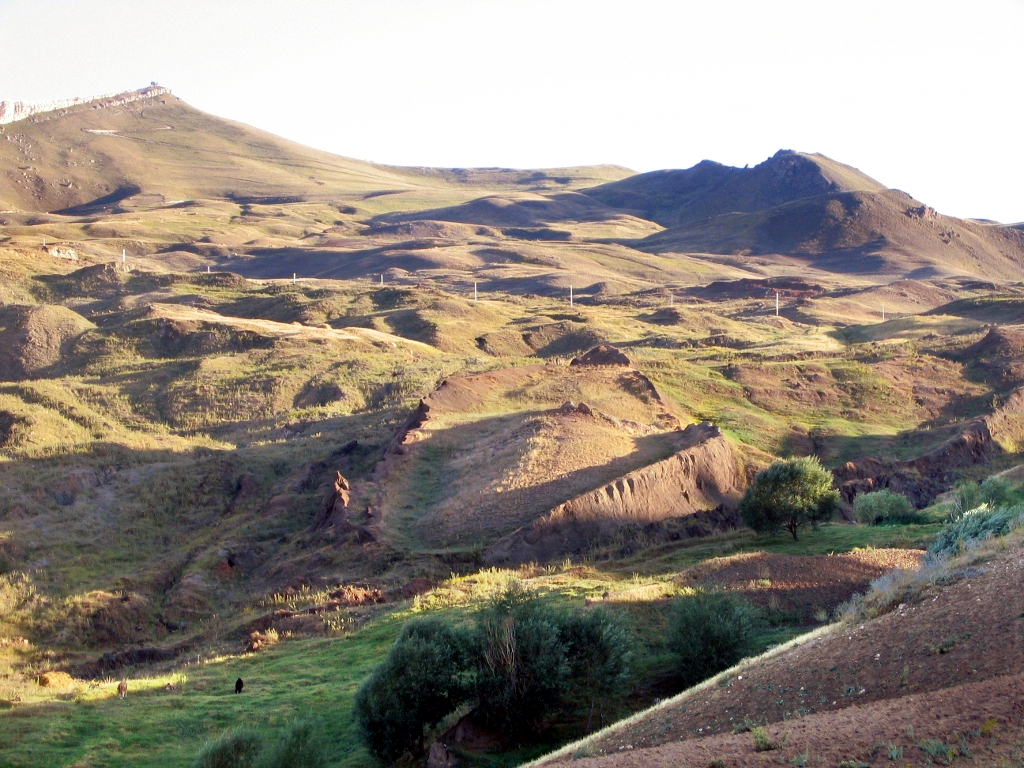
La anomalía del Ararat, ubicada en el sitio arqueológico de Durupinar.

En 1829, el científico alemán Friedrich von Parrot ascendió al monte Ararat con el objeto de hallar el arca bíblica, pero no encontró nada que pudiera demostrar que tuvo éxito.
En 1916 Vladimir Rosskowizky, un explorador ruso, aseguró haber hallado a una altitud de 4 000 m s. n. m. en el monte Ararat una embarcación semienterrada bajo el hielo.[cita requerida]
El zar Nicolás II de Rusia envió una expedición que ratificó que el hallazgo correspondía al arca y se extrajeron pruebas que se estimaron como definitivas. La Revolución Soviética y el fin del régimen zarista hicieron que dichas evidencias se perdieran para siempre.[cita requerida]
Después de la Segunda Guerra Mundial, muchos escaladores o exploradores han señalado haber visto o hallado fragmentos del arca en las inmediaciones de la cima del monte Ararat, varios documentales acerca del tema que incluyen rastreos satelitales. Las exploraciones han sido limitadas ya que la situación geopolítica de la zona (en especial durante la Guerra Fría) ha impedido la autorización de ascensos por los países que han convergido limítrofemente con la zona del Ararat: Armenia, Irán, Turquía (actual) y la ex-URSS.[cita requerida]
En 1949, una expedición turco-estadounidense fotografió lo que se conocería a futuro como la Anomalía del Ararat.
En 1955 surgieron nuevamente noticias acerca de su supuesto descubrimiento cuando un alpinista francés llamado Fernand Navarra aseguró haber observado una estructura de madera a más de 4 000 m s. n. m. y que identificó como el arca de Noé. Adicionalmente, aportó un travesaño de madera negra.
En 1965 un aviador turco fotografió lo que él creía se trataba de la huella de una embarcación entre unos campos de hielo en Ararat. Posteriormente se conocería como la anomalía del Ararat. Esta anomalía es una formación geológica inusual que semeja haber sido depositaria del arca, ya que presenta la forma de un navío en forma de hoja, muy similar a la caricatura popular del arca con forma de barco y cuyas medidas son bastante parecidas a las descritas en la Biblia. Esta anomalía geológica hallada a 4 600 m de altura en el sector iraní fue identificada, a su vez, en 1974 por satélites. Sin embargo se demostró que se trataba de una formación de lava volcánica.
El más reciente, ocurrido en 2010, fue de parte de unos investigadores chinos y turcos que aseguraron, en un 99%, haber hallado una importante porción del navío. Dichos hallazgos incluían una sección compartimentada de madera datada mediante el método de carbono 14 en cuatro mil ochocientos años y que podría haber albergado animales, ya que parecía un pesebre. No obstante, al mismo tiempo que se anunciaba el descubrimiento, un grupo cientista cristiano aseguraba que era un montaje fraudulento en cooperación con el campesinado de la zona.

## Filmografía sobre el arca de Noé
- Noah's Ark ,1928[23]
- Noah's Ark, Disney 1959.[24]
- Jacob: The Man Who Fought with God, 1963[25]
- La Biblia (película)  (The Bible... in the Beginning), 1966 dirigida por John Huston, donde también interpretaba a Noé[26]
- In Search of Noah's Ark. (En busca del arca de Noé). Documental, 1976[27]
- Greatest Heroes of the Bible: The Story of Noah, 1978[28]
- La más grandiosa de las aventuras: pasajes de la Biblia (Cap. El arca de Noé), serie animada de Hanna-Barbera entre 1985 - 1993.
- El arca de Noé (miniserie televisiva), 1999[29]
- El arca, 2007[30]
- Sigo como Dios, 2007[31]
- El arca de Noé. Reg. Jean C. Bragard. Cinehollywood, 2008. DVD.
- Noé (película), 2014[32]
- ¡Ups! ¿Dónde está Noé?, (Ooops! El arca nos dejó) 2015[33]
- Noah´s Ark, 2015[34]